# Morituri te salutant (album, Törr)
Morituri te salutant je čtvrté řadové album kapely Törr.
Do kapely přišli Roman „Izzi“ Izaiáš a Petr Vajda. Skupina přešla z black metalu k rocku a tak dosavadní fanoušci Törru tohle album moc dobře nepřijali.

## Seznam skladeb
1. Panoptikum duší
2. Vemeno z hada
3. Šílený koně
4. Bílá hůl
5. Mrtvice
6. Morituri te salutant
7. Slzy
8. Špinavá práce
9. Jsem nikdo
10. Ryba
11. Velkej hnus

## Album bylo nahráno ve složení
- Roman "Izzi" Izaiáš – kytara, zpěv
- Vlasta Henych – baskytara, zpěv
- Petr Vajda – bicí